# زلاتكو داسكالوفسكي
زلاتكو داسكالوفسكي مواليد 8 ديسمبر 1984 في ستروغا، هو لاعب كرة يد مقدوني يلعب كحارس مرمى. يلعب حاليا مع بوليتخنيكا تيميشوارا ويحمل الرقم 24. مثل منتخب مقدونيا لكرة اليد.

## المسيرة الاحترافية
لعب مع نادي فاردار لكرة اليد من سنة 2004 إلى 2011، ثم لعب مع نادي فاردار لكرة اليد في موسم 2013-2014، ثم لعب مع بوليتخنيكا تيميشوارا في الدوري الروماني في سنة 2014.